# 雲端男孩教練機
雲端男孩教練機（英語：Cloudboy)是一款由史提爾曼飛機公司於1930年代研製的一款雙翼教練機

## 發展
雲端男孩原先設計為一款軍民合用的教練機，然而由於經濟大蕭條，最終僅建造數架。首先建造了三架民用版本，隨後為美國陸軍航空兵團建造了四款軍用版本進行評估。這些飛機由陸軍指定為YPT-9，但未能獲得任何訂單。所有機型都更換了多次發動機，所以也有許多型號（然而差異只有發動機）。

## 型號
Model 6A Cloudboy
最初始版本，裝配165 hp（123 kW） 萊特J-6發動機，共3架
Model 6C Cloudboy
重新裝配300 hp（220 kW）萊特J-6-9(R-975-1)發動機，也稱為YBT-3.
Model 6D Cloudboy
重新裝配300 hp（220 kW）普惠R-985-1發動機發動機，也稱為YBT-5
Model 6F Cloudboy
重新裝配165 hp（123 kW）大陸A70發動機，也稱為YBT-9A.

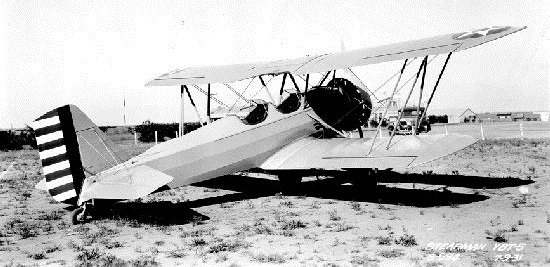
YBT-5

Model 6H Cloudboy
重新裝配170 hp（130 kW）Kinner YR-720A發動機，也稱為YBT-9C.
Model 6L Cloudboy
重新裝配200 hp（150 kW）萊康明R-680-3發動機，也稱為YBT-9B
Model 6P Cloudboy
裝上220 hp（160 kW）萊特J-5發動機的6F
YPT-9
Model 6A的軍用版本，裝配165 hp（123 kW）萊特J-6發動機，共四架 (一架轉換成YPT-9A，一架轉換成YPT-9B，一架轉換成YBT-3，一架轉換成YBT-5).
YPT-9A
裝上165 hp（123 kW）大陸A70(YR-545-1)發動機的YPT-9，隨後又轉換成YPT-9B.
YPT-9B
裝上200 hp（150 kW）萊康明R-680-3發動機的YPT-9
YPT-9C
裝上170 hp（130 kW）Kinner YR-720A發動機的YBT-3
YBT-3
裝上300 hp（220 kW）萊特J-6-9發動機的YPT-9，之後轉換成YPT-9C
YBT-5
裝上300 hp（220 kW）普惠R-985-1發動機的YPT-9
XPT-943
基於Model 6A衍生出的初級教練機，於萊特機場進行評估，並成為斯蒂爾曼NS和PT-13型機的起源，分別為美國海軍和美國陸軍航空兵團所用。
X-70
XPT-943的公司內部編號

## 外部連結
- Aerofiles - Stearman （页面存档备份，存于）
- Aerofiles - Cloudboy 6A photo （页面存档备份，存于）
- San Diego Air & Space Museum Archives - Cloudboy 6C photo （页面存档备份，存于）